# Boris Giltburg

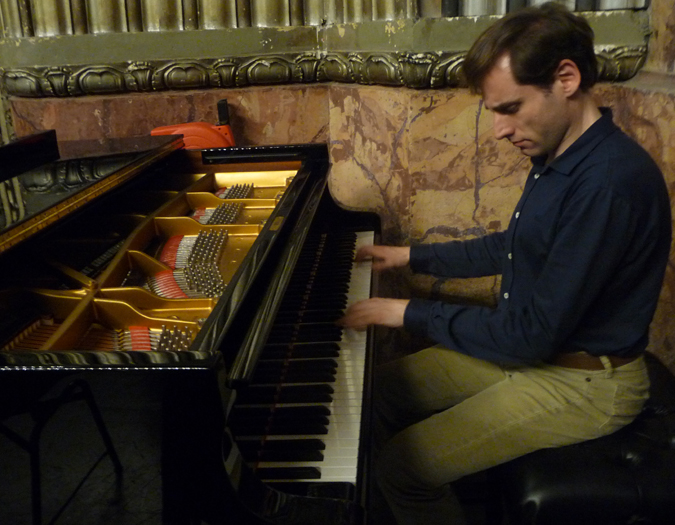
Boris Giltburg

Boris Leonidovitsj Giltburg (Hebreeuws: בוריס גילטבורג , Russisch: Борис Леонидович Гильтбург) (Moskou, 21 juni 1984) is een Israëlische klassieke pianist.
Giltburg werd geboren in Rusland en startte op vijfjarige leeftijd met pianolessen die door zijn moeder werden gegeven. Nadien verhuisde hij naar Israël en studeerde van 1995 tot 2007 in Tel Aviv bij Arie Vardi.
In 2002 won hij de tweede prijs van de Paloma O'Shea International Piano Competition in Spanje, waar hij samen met het London Symphony Orchestra het derde pianoconcerto van Béla Bartók ten gehore bracht. Sedertdien heeft Giltburg opgetreden met onder andere het Philharmonia Orchestra, het Royal Liverpool Philharmonic Orchestra, het City of Birmingham Symphony Orchestra en het Israëlisch Filharmonisch Orkest. In 2011 won hij de tweede prijs op de Arthur Rubinstein International Piano Master Competition.
Op 1 juni 2013 won hij de Koningin Elisabethwedstrijd voor piano, in wier finale hij onder andere het derde pianoconcerto van Rachmaninov speelde. In de halve finale van de wedstrijd had hij tijdens de opvoering van het 15e pianoconcerto van Mozart nog een opmerkelijke black-out gehad. Hij kreeg ook de publieksprijs, uitgereikt door de VRT.
- Bibliothèque nationale de France: cb16136795p (data)
- Gemeinsame Normdatei: 135449480
- International Standard Name Identifier: 0000 0000 7851 5822
- Library of Congress Control Number: no2006096316
- MusicBrainz: 1b7d060d-6fcc-451b-ad4a-91aab8fddb05
- Nationale Bibliotheek van Tsjechië: pna20181012323
- Nationale Bibliotheek van Israël: 987007461551805171
- Système universitaire de documentation: 244135967
- Virtual International Authority File: 80191145
- WorldCat: E39PBJbCKHYxTHMfy7q9JMGWDq